# Michael Adrian Richards
Michael Adrian Richards CBE, MD, FRCP (14 de julho de 1951) é um oncologista britânico. De 1999 a 2013, foi Diretor Nacional do Câncer do Departamento de Saúde do Governo do Reino Unido. Foi apontado para ser Chefe Inspetor de Hospitais pela Care Quality Commission em 31 de maio de 2013, e foi citado pelo Health Service Journal como a terceira mais poderosa pessoa do Serviço Nacional de Saúde (NHS) inglês em dezembro de 2013.